# Éder Luciano
Éder Luciano, também conhecido como Edinho (Cariacica, 31 de maio de 1982), é um ex-futebolista brasileiro naturalizado iraniano que atuava como atacante, seu último clube foi o Vitória-ES. Foi artilheiro da temporadas 2014-15 da Iran Pro League

## Títulos

### Clubes

#### Vitória
- Campeonato Capixaba: 2006

#### Desportiva
- Campeonato Capixaba - Série B: 2007
- Campeonato Capixaba: 2016

#### Rio Branco-ES
- Campeonato Capixaba: 2024

### Individuais
- Artilheiro da Iran Pro League: 2014–15
- Equipe do ano da Iran Pro League: 2014–15
- Craque do Campeonato Capixaba: 2016[3]